# Aikinite
Aikinite é um mineral que pertence a classe dos sulfetos. Também é conhecido como aciculita, aikenita ou patrinita.

## Descoberta
Foi encontrado pela primeira vez em 1843 perto de Yekaterinburg, nos Montes Urais, na Rússia. Recebeu este nome como uma homenagem ao geólogo inglês Arthur Aikin.